# Долина-Шклярки (заповедник)
Доли́на-Шкля́рки (пол. Rezerwat przyrody Dolina Szklarki) — наименование лесного заповедника в Польше, который находится в административных границах села Шкляры сельской гмины Ежмановице-Пшегиня Краковского повята Малопольского воеводства.
Заповедник располагается на восточном склоне в средней части долины Шклярка, от которой получил своё наименование. Долина Шклярка находится на Краковско-Ченстоховской возвышенности и входит в состав ландшафтного парка «Долинки-Краковске». На территории заповедника протекает река Шклярка и находятся многочисленные выступающие из земли известковые скалы.
Заповедник был основан 3 марта 1989 года указом Министра охраны окружающей среды. Занимает площадь 46,69 гектаров. Целью заповедника является сохранение и защита произрастающего на скалистых склонах долины реликтового лесного участка Dentario glandulosae-Fagetum, относящегося к группе Fagion sylvaticae. В заповеднике произрастают бук, граб с высокой долей орешника, боярышника, кизила и различные травы, относящиеся к термофильному травяному покрову. В заповеднике встречаются лилия кудреватая, многоножка обыкновенная, молодило шароносное, Aruncus dioicus, барвинок малый, копытень европейский, печёночница благородная, первоцвет высокий, подмаренник душистый, ветреница дубравная и борец молдавский.
С 2001 года заповедник включён в европейскую программу «Natura 2000». Через заповедник проходят пешие и велосипедные туристические маршруты.